# El villorrio
El villorrio (título original: The Hamlet), es una novela del escritor estadounidense William Faulkner publicada en 1940. 
La novela es la primera de la trilogía sobre los  Snopes. La siguen La ciudad (The Town), de 1957 y La mansión (The mansion), de 1959. 
La obra tiene cuatro partes divididas en capítulos y, en parte, se basa en cuentos ya publicados y que Faulkner reescribió: “Caballos manchados”, de 1931; “El sabueso”, de 1931: “Tarde de una vaca”, “Lagartos en el patio de Jamshtd”. de 1932, entre otros.
Como la mayoría de las obras de Faulkner, El villorrio está ambientada en el ficticio condado de Yoknapatawpha. La acción se centra en los Snopes, que aparecieron en Santuario y ¡Absalón, Absalón!.
La novela, en una adaptación libre, fue llevada  al cine con el título The Long, Hot Summer, dirigida por Martin Ritt.

## Argumento
Los Snopes llegan a Frenchman’s Bend, donde Will Varner es el hombre más importante del pueblo. Ab Snopes es conocido por quemar graneros en otros pueblos. Varner, temeroso que queme el suyo y sus pertenencias, contrata a Flem Snopes, hijo de Ab, para trabajar en su tienda.
Varner no puede imaginar que Flem carece de escrúpulos y que está dispuesto a hacer lo que sea para adueñarse de todo lo que pueda. Mientras uno de sus primos se vuelve loco y se enamora de una vaca,  Mink Snopes asesina a un hombre, es detenido y espera que Flem lo saque de prisión (esto dará pie al argumento de La mansión).
Flem se casa con la hija de Varner y comienza a adueñarse de pueblo. Aunque todos se oponen a su ascenso, nadie puede impedirlo. Flem sabe aprovechar la mayor debilidad de sus adversarios: la codicia. En cierta forma, Flem representa a una nueva clase social, sin valores, carente de escrúpulos y solidaridad, que desaloja a una antigua clase social.